# FC Ulaanbaatar
Der Football Club Ulaanbaatar (mongol. футзалын Слуб Улаанбаатар / Futzalyn Slub Ulaanbaatar) ist ein mongolischer Fußballverein mit Sitz in der Hauptstadt Ulaanbaatar. Aktuell spielt der Verein in der ersten Liga des Landes.

## Geschichte
Der Verein wurde 2010 gegründet. 2011 gewann er zum ersten Mal die Mongolische Meisterschaft und 2015, 2018 und 2020 konnte man die Vizemeisterschaft erringen. 2023 wurde der Verein zum zweiten Mal mongolischer Meister.
Bekanntester Spieler ist Kim Myong-won, der für Nordkorea im Kader der Weltmeisterschaft 2010 stand.

## Stadion

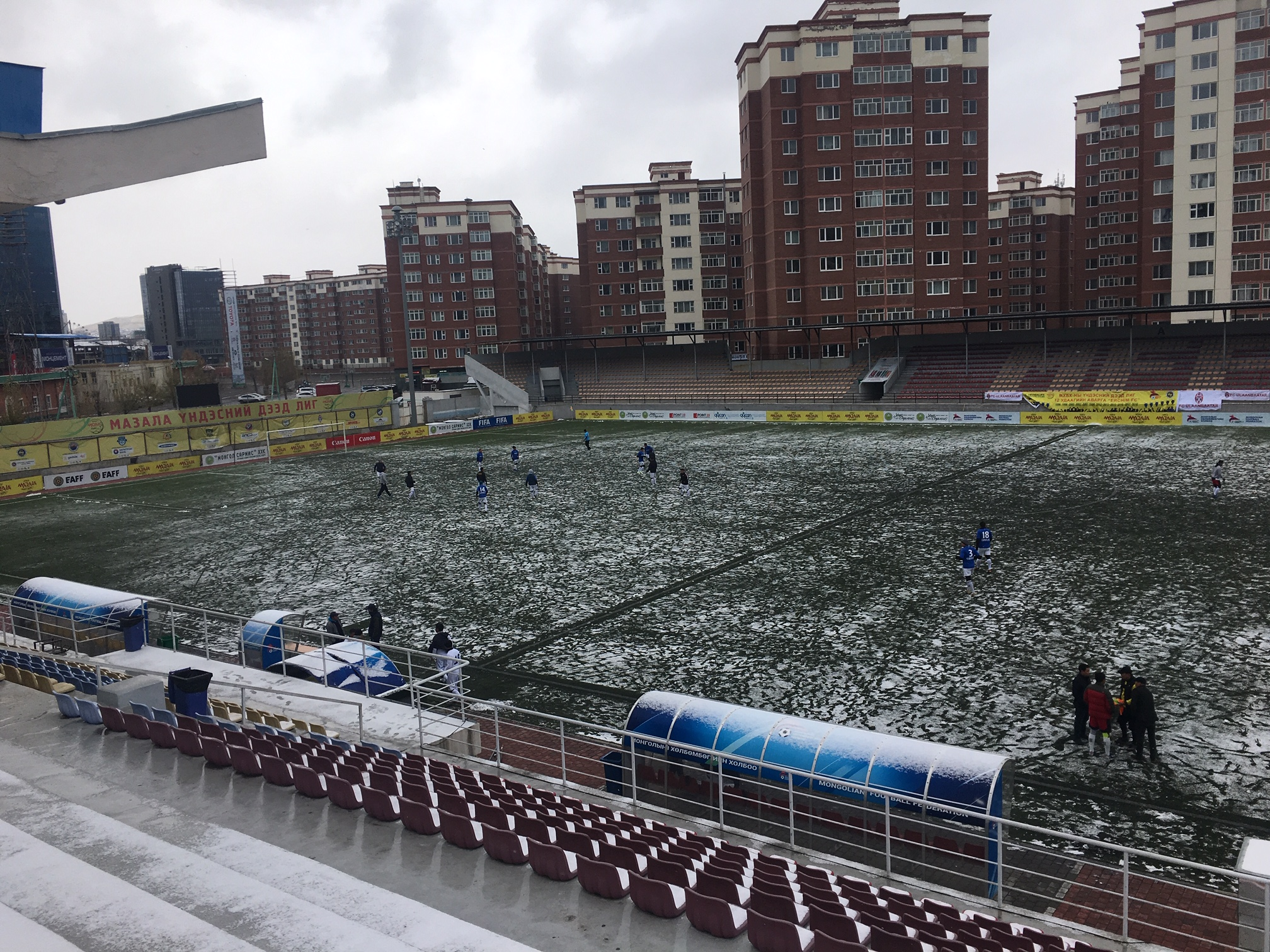
MFF Football Centre

Der Verein trägt seine Heimspiele im MFF Football Centre in  Ulaanbaatar aus. Das Stadion hat ein Fassungsvermögen von 5000 Personen.
Koordinaten: 47° 54′ 0,4″ N, 106° 54′ 58,6″ O

## Vereinserfolge

### National
- Mongolischer Meister: 2011, 2022/23
- Mongolischer Vizemeister: 2015, 2018, 2020
- Mongolischer Pokalsieger: 2023
- Mongolischer Supercupsieger: 2020

## Trainerchronik
| Trainer              | Nation             | von                | bis                |
| -------------------- | ------------------ | ------------------ | ------------------ |
| Munkhbat Chimeddorj  | Mongolei           | 1. Januar 2011     | 31. Dezember 2011  |
| Nasan-Ulzii Battulga | Mongolei           | 1. Juli 2011       | 30. Juni 2013      |
| Jun Fukuda           | Japan              | 10. September 2013 | 6. Februar 2018    |
| Marco Ragini         | Italien San Marino | 21. März 2018      | 31. Oktober 2018   |
| Ganbat Bekhbatyn     | Mongolei           | 1. Januar 2019     | 30. September 2020 |
| Vojislav Bralusic    | Serbien            | 31. Oktober 2020   |                    |